# Lilienthal-Gletscher
Der Lilienthal-Gletscher ist ein Gletscher an der Danco-Küste des Grahamlands im Norden der Antarktischen Halbinsel. Er fließt in westlicher Richtung zwischen dem Pilcher Peak und dem Baldwin Peak zum Cayley-Gletscher.
Luftaufnahmen entstanden während der Falkland Islands and Dependencies Aerial Survey Expedition (FIDASE, 1956–1957), die der Falkland Islands Dependencies Survey für die Kartierung verwendete. Das UK Antarctic Place-Names Committee benannte den Gletscher 1960 nach dem deutschen Flugpionier Otto Lilienthal (1848–1896).